# Pomplamoose
A Pomplamoose egy amerikai zenészházaspár duója, amelyben a multi-instrumentalista Jack Conte és az énekes, dalszerző és basszusgitáros Nataly Dawn a tagok. Az együttes neve a grapefruit francia nevének (pamplemousse) angolosan kiejtett változata.

## Az együttes

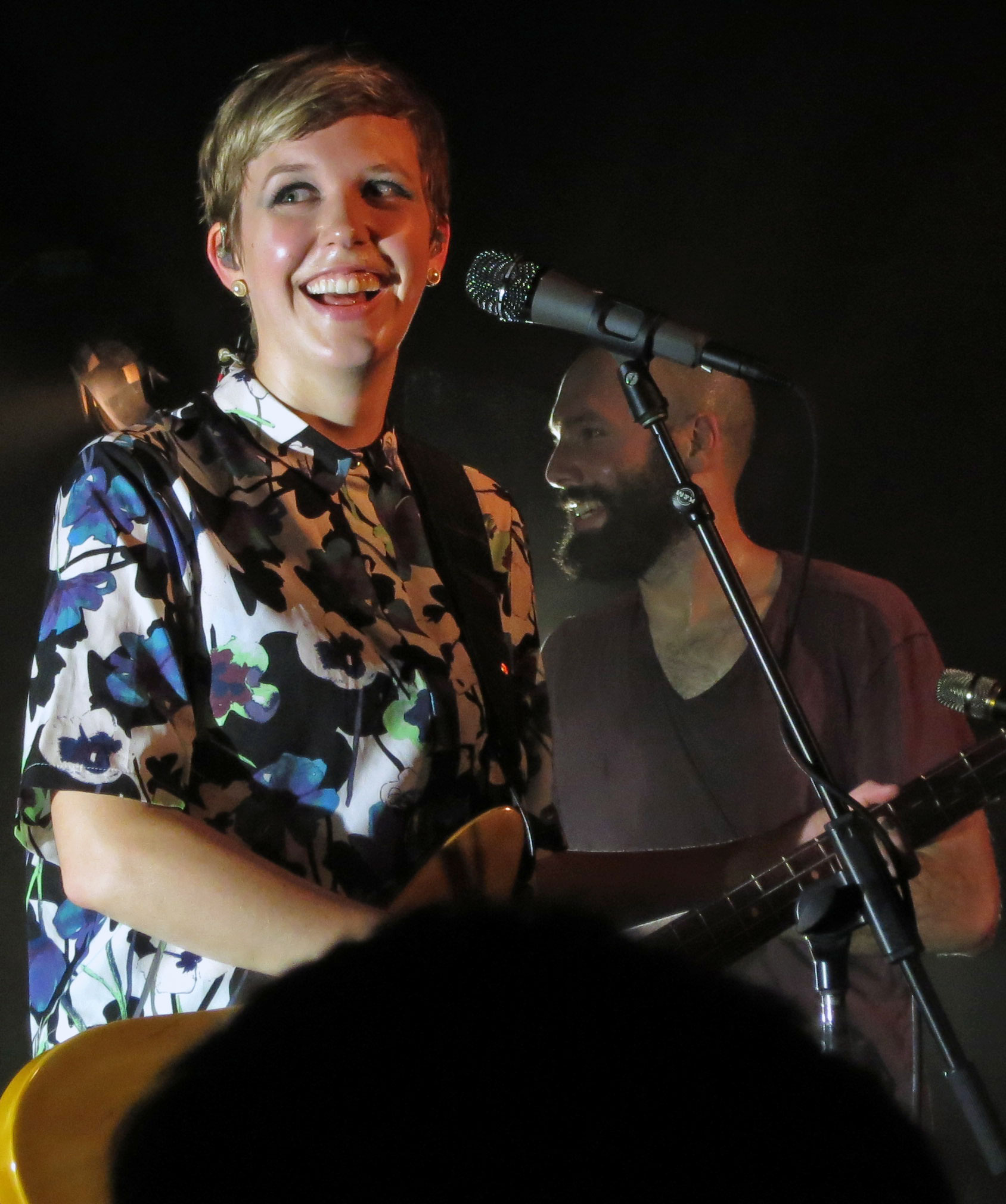
Nataly Dawn

A duó 2008-ban alakult a kaliforniai Corte Maderában. 2009-re online már mintegy 100 000 dalt értékesítettek.
Több mint 1,1 millió feliratkozót és több mint 200 millió nézőt gyűjtöttek a YouTube-csatornájukra 2020 augusztusáig. Első – „Hail Mary” című – daluk a YouTube címoldalán szerepelt.

## Albumok
- Pomplamoose (2009)
- Tribute to Famous People (2010)
- Pomplamoose: Season 2 (2014)
- Besides (2015)
- Hey It's Pomplamoose (2016)
- Winter Wishes (2018)
- Best of 2018 (2018)
- Best of 2019 (2020)
- Lucid Dreaming Soundtrack (2020)
- Invisible People (2020)
- Impossible à Prononcer (2021)
- Daft Pomp (2022)

## Videók
- Don't Stop Lovin Me (2012)
- Do Not Push – A Gotye Call Me Maybe Mashup (2012)
- Batman Theme (Do Not Push Sequel) (2012)
- I'll Be There In a Minute (2012)
- Hey It's Pomplamoose (2012)
- Royals 2Pac Beck Mashup (2013)
- Pharrell Mashup (Happy Get Lucky) (2014)
- Like a Million ( 2014)
- Puttin' On the Ritz (2014)
- 30 Rock (2014)
- Come Together (2014)
- Get That Body Back (2014)
- Fight Back (2014)
- Walking on Sunshine (2015)

## Díjak
- 2020: Shorty Awards – Winner in „YouTube Musician”